# Richie McCaw
Richard "Richie" Hugh McCaw (Oamaru, 31 de dezembro de 1980) é um jogador de rugby union neozelandês.
À altura da Copa do Mundo de Rugby Union de 2011, realizada em seu país, era considerado o principal jogador do esporte no mundo. Foi eleito três vezes o melhor rugbier do planeta, em 2006, 2009 e 2010, o suficiente para imortalizá-lo na história do rugby: este asa já havia sido o primeiro a ser eleito duas vezes  e tornou-se também o primeiro eleito três, além de primeiro duas vezes seguidas.
Com mais de cem partidas pela Nova Zelândia, disputou três Copas, incluindo a de 2011 - quando, enfim, sagrou-se campeão, sendo ainda o capitão do segundo título dos All Blacks no torneio (no que também representou a quebra de um jejum de 24 anos do selecionado).